# Eimeria bovis
Eimeria bovis – protista wywołująca u bydła chorobę pasożytniczą - kokcydiozę bydła zwaną też czerwonką bydła. E. bovis pasożytuje w jelicie cienkim, jelicie ślepym oraz okrężnicy. Postać dorosła kształtu owalnego o wymiarach 20 – 28 μm.